# Težka breda
Težka breda je mitraljez, ki ga je Kraljevina Italija leta 1937 v kalibru 8 mm  uvedla v svojo vojsko. Zatem je različico v kalibru 7,92x57 Mauser leta 1938 uvedla še Portugalska.

## Opis
Težka breda za delovanje uporablja odvod smodniških plinov. Ima hitro zamenljivo cev, ki je zaradi svoje debeline in mase med streljanjem ni treba pogosto menjati. Mitraljez je s svojimi slabimi 20 kg in približno enako težkim trinožnikom relativno težak (glede na funkcijo pehotnega mitraljeza). Kljub svoji teži se je v oboroženih spopadih izkazal za zanesljivega.
Posebnost težke brede je način polnjenja nabojev in izmeta tulcev. Polnjenje poteka na levi strani. Za polnjenje se uporabljajo ravni kovinski okvirji, vsak drži po 20 nabojev. Ob izstrelitvi krogle se prazen tulec ponovno vloži v okvir. Ko je izstreljen še zadnji naboj, pade okvir (napolnjen s praznimi tulci) na desni strani na tla.

## Uporabniki

#### V kalibru 8 mm Breda
- Kraljevina Italija: Uradni italijanski naziv Mitragliatrice Breda Mod. 37
- Jugoslavija[2]
- Tretji rajh: V uporabi po kapitulaciji Italije leta 1943, pod nazivom MG 259(i).

- Slovenski partizani[1]

#### V kalibru 7,92 mm Mauser
- Portugalska: Pod imenom Metralhadora pesada 7,92 mm m/938 Breda

## Galerija
- Italijanska vojaka ob izkrcanju na Kreto, 1941
- Borec Gradnikove brigade s težko bredo
- Borci Cankarjeve brigade v bojih za Bosiljevo, 1944
- Feldmaršal Harold Alexander ob težki bredi na sremski fronti leta 1945